# Droit santoméen
Le droit santoméen est le droit appliqué à Sao Tomé-et-Principe depuis l'indépendance du Portugal le 12 juillet 1975.

## Sources du droit

### Constitution
La Constitution est la loi suprême de Sao Tomé-et-Principe.

### Droit international
L'article 13(1) de la Constitution dispose que les normes et principes du droit international font partie intégrante du droit santoméen.
Les conventions, traités et accords internationaux régulièrement approuvés et ratifiés entrent dans l'ordre juridique santoméen dès leur publication.
Ces conventions, traités et accords ont une valeur supérieure aux actes normatifs infra-constitutionnelles,.

### Législation
L'article 92 dispose que le pouvoir législatif est attribué à l’Assemblée nationale, qualifié d'organe représentatif le plus élevé de l’État. Les compétences de l’Assemblée nationale lui sont attribuées par l’article 97.
Les compétences législatives de l’Assemblée nationale lui sont attribuées par l'article 98. Celles-ci sont la citoyenneté, les droits personnels et politiques des citoyens, les élections et les formes de formations politiques, l'organisation judiciaire et le statut des magistrats, l'état de siège et l’état d'urgence, l'organisation de défense nationale,  les secteurs de propriété des moyens de production, l'impôt et le système fiscal, l'expropriation et la réquisition pour utilité publique, le système monétaire, la définition des crimes, des peines et la procédure criminelle, l'organisation générale de l’administration, le statut des fonctionnaires, et l'organisation des autorités locales.

## Organisation juridictionnelle
L'article 126 de la Constitution dispose que, à côté du Tribunal constitutionnel, se trouve un tribunal suprême de justice, le tribunal de première instance, les tribunaux régionaux et le tribunal des comptes. L'article 126 dispose qu'il peut exister des tribunaux militaires et d'arbitrage.

### Tribunal suprême de justice
Le tribunal suprême de justice est l'instance juridique suprême de l’État.

### Tribunal constitutionnel
Le tribunal constitutionnel est le juge de la constitutionnalité des normes législatives. Il a aussi compétence pour confirmer le décès du président ou l'incapacité rendant nécessaire de le suspendre de ses fonctions et publier le résultat des élections et référendums.